# Qualitative Analyse
Die qualitative Analyse beschäftigt sich mit dem Nachweis chemischer Elemente, funktioneller Gruppen oder Verbindungen, ohne deren Mengenverhältnisse zu berücksichtigen. Dieser geschieht durch Nachweisreaktionen oder auf instrumentellem Wege. Bei der quantitativen Analyse wird untersucht, wie viel von bestimmten Stoffen in einer Probe vorhanden ist.

## Anfänge, Entwicklung und Methoden der Analytischen Chemie
Immer wieder stießen Menschen auf unbekannte Flüssigkeiten, Gegenstände, Nahrungsmittel und Getränke, deren unbekannte Wirkung sie untersuchen wollten. Während einige vorsichtige Regierende in Antike und Mittelalter zu derlei lebensmittelanalytischen Zwecken Sklaven als Vorkoster einsetzten – und wohl auch verbrauchten –, hielten sich andere Monarchen an ihren Höfen oft Gelehrte. Probier- und Experimentierkünstler, Hofastrologen und -theologen, Ärzte, Kräuterfrauen, Quacksalber, Alchemisten, Meister und Magier gaben ihre oft geheimen Entdeckungen und Erfahrungen von Generation zu Generation weiter – und mit dem Aufkommen naturwissenschaftlicher Untersuchungs- und Forschungsmethoden entwickelten sich erste systematische Vorgehensweisen zur Untersuchung unbekannter Proben auf die in ihnen enthaltenen Stoffe.

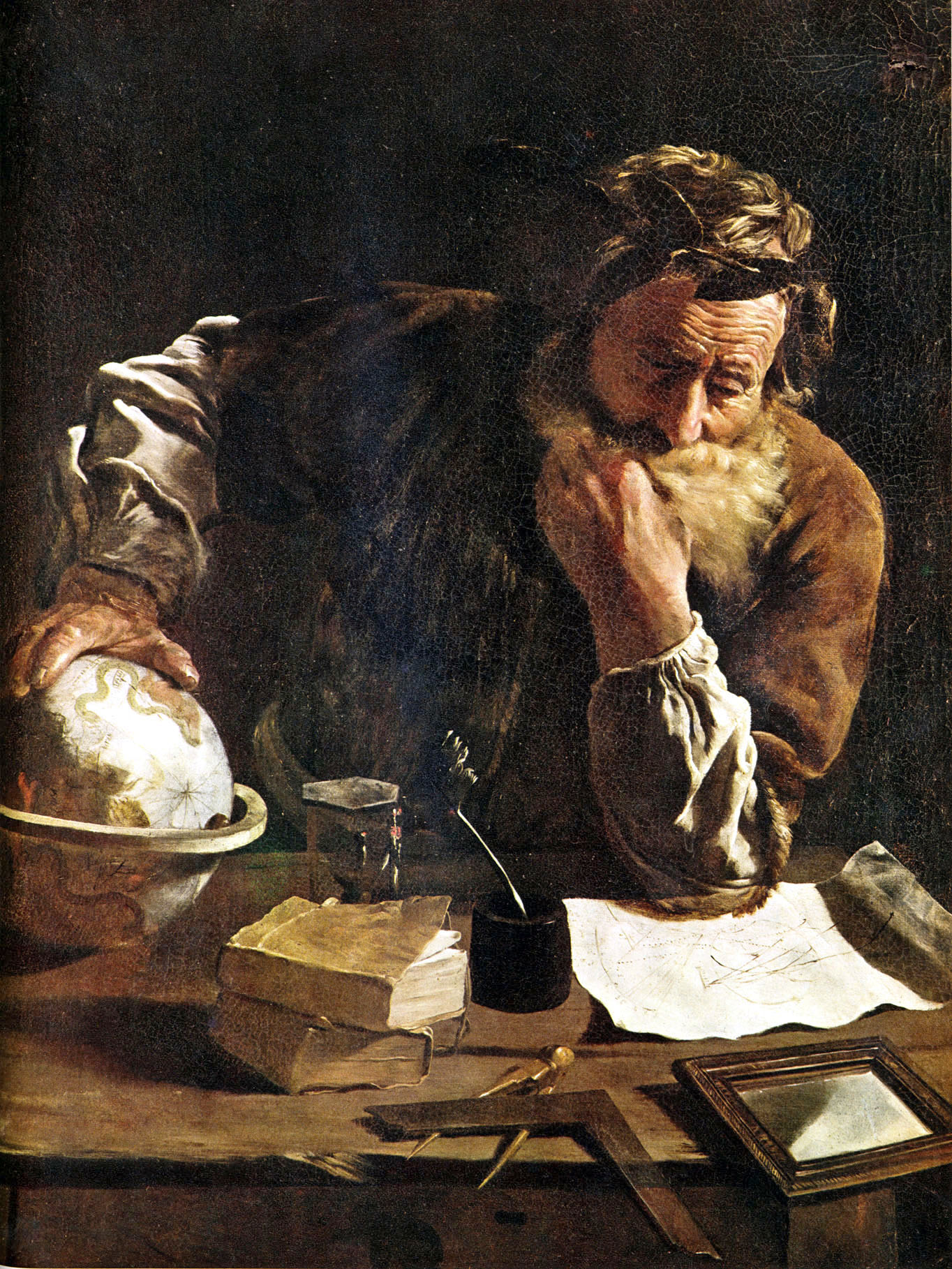
Archimedes, Domenico Fetti, 1620, Alte Meister Staatliche Kunstsammlungen Dresden

Eine der wohl ältesten physikalisch-analytischen Methoden zur Untersuchung einer unbekannten Metallprobe war vielleicht das archimedische Prinzip: der Vergleich der Dichte durch Untertauchen in Wasser, um echtes von verfälschtem Gold unterscheiden zu können.
Auch chemische Analysenmethoden gab es schon, noch bevor sich die Chemie als Naturwissenschaft etablierte. Schon Plinius wusste Eisensulfat in Grünspan nachzuweisen, indem er Galläpfelsaft einsetzte (dieser bildet mit Eisen-II-Ionen eine schwarze Eisenverbindung).
Nach Entdeckung der Salpeter- und Schwefelsäure in den Vitriol-, Alaun-  und Salpetersiedereien (Byzanz, 13. Jahrhundert) konnte man Silber- und Goldlegierungen auch chemisch voneinander unterscheiden: Silber löst sich in Salpetersäure („Scheidewasser“) auf, Gold nicht. Als man dann Salzsäure in Salpetersäure löste, war das Königswasser entdeckt (Venedig, 15. Jahrhundert) – es löste selbst den König der Metalle auf, das Gold. Und mit Hilfe von Kupfersalzlösungen – hergestellt z. B. aus Scheidewasser und Bronze – lehrte Andreas Libavius (ca. 1550–1616), wie man Salmiakgeist im Wasser nachweist: Kupfersalzlösungen färben sich durch den Salmiakgeist tiefblau.
Robert Boyle entwickelte 1685 den folgenden ersten Analysengang zur Untersuchung der Qualität eines Gewässers ohne gesundheitsschädliche Geschmacksproben:
1. Messung der Temperatur und Bestimmung der Dichte (Volumen abmessen und Wiegen)
2. Vorsichtige Bestimmung von Farbe, Geruch und Wirkung auf die Haut
3. Ermittlung beweglicher Teilchen im Wasser mit Hilfe von Lupen und der Wirkung von Luft auf die Wasserprobe,
4. Test mit Galläpfelsaft (sind im Wasser Eisensalze enthalten, so färbt es sich schwarz, mit Kupfersalzen auch rot und/oder trüb),
5. Test mit Veilchen- oder Rotkohlsaft (Anthocyane als Indikator)

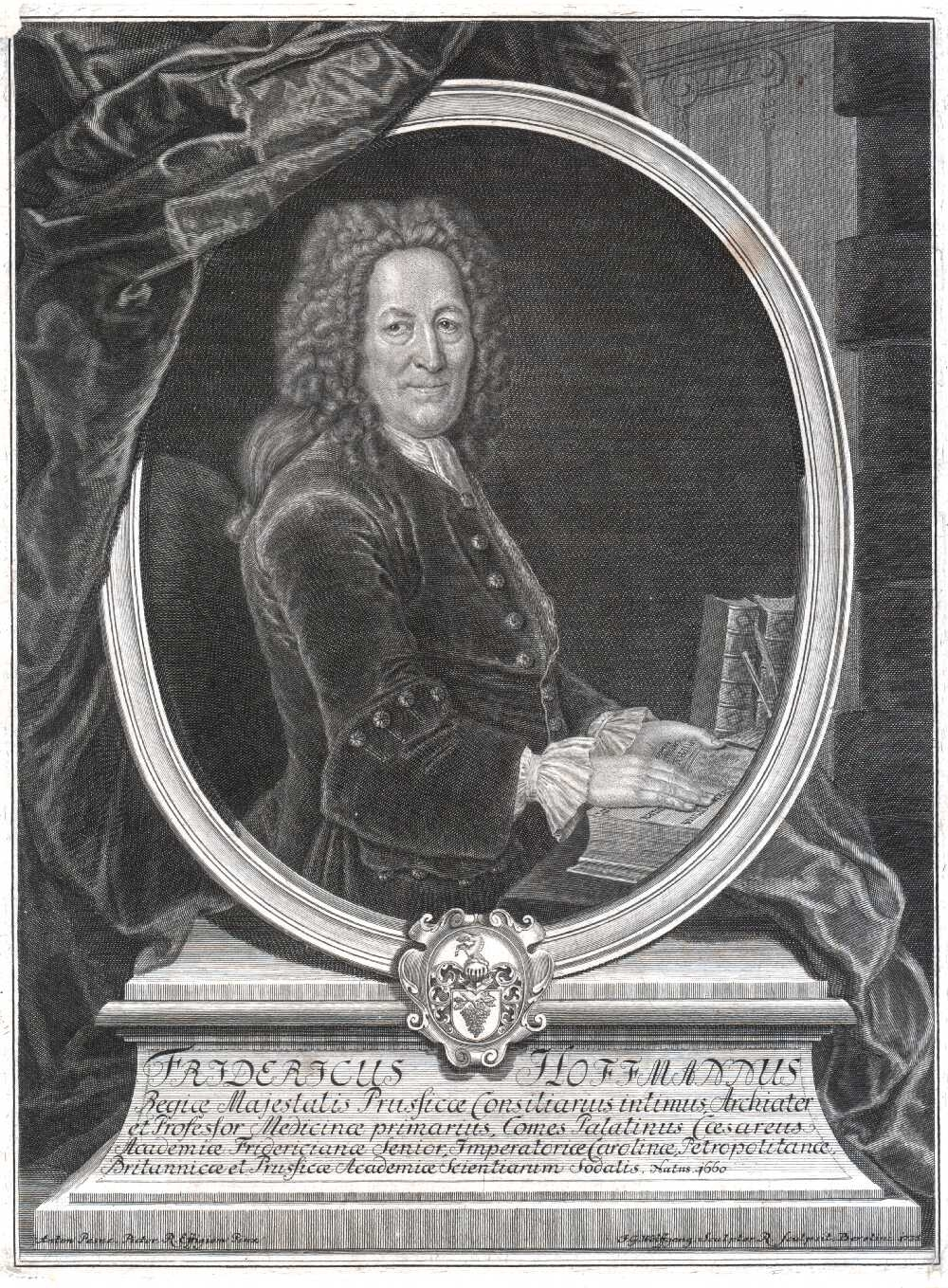
Friedrich Hoffmann

Friedrich Hoffmann erweiterte den Analysengang 1703 um den Nachweis von Kochsalz (Nachweismittel: Höllenstein) und Schwefelverbindungen (mit Hilfe von Quecksilber und/oder Quecksilbersalzen), und zur Zeit Bergmanns (um 1780) umfasste der Reagentiensatz des Analytikers schon Lackmus, Veilchen- und Galläpfelsaft, Schwefelsäure, Oxalsäure, Pottasche, Kalkwasser, Höllenstein, Bleizucker und Spiritus.
Im 19. Jahrhundert entwickelte sich schließlich nach Entdeckung immer weiterer Elemente ein für Laien bald kaum noch überschaubares Repertoire an Nachweismethoden und Nachweisreaktionen. Und um zu verhindern, dass bestimmte Stoffe gezielte Nachweisreaktionen (durch Färbungen, Trübungen usw.) störten, entwickelten Chemiker schließlich ein Trennsystem: Sie trennten mit Hilfe bestimmter Fällungsmittel (Gruppenreagentien) die nachzuweisenden Metallsalze (Kationen) in Gruppen von Niederschlägen und Lösungen auf – der klassisch-nasschemische Kationentrenngang entstand. Dieser basierte auf der Basis von Ausfällungen und Säure-Base-Reaktionen und dem methodisch immer gezielteren Einsatz immer gleicher, effizienter Fällungs- und Nachweismittel in Laboratorien.
Zu den bedeutenden Lehrbüchern der qualitativen Analyse gehört im 20. Jahrhundert das Werk von Heinrich Biltz Qualitative Analyse unorganischer Substanzen.

### Anorganische Chemie
Die erste Prüfung einer kleinen Teilmenge des Stoffgemisches erfolgt nach äußeren Eigenschaften wie
- Farbe,
- Beschaffenheit,
- Kristallform,
- eventuell auch Geruch und Geschmack, jedoch ist wegen der möglichen Toxizität der unbekannten Substanzen stark von Geruchs- und Geschmacksproben abzuraten!

und dann werden in Vorproben
- die Löslichkeit,
- das Verhalten beim Erhitzen (Lötrohrprobe),
- die Färbung der Borax- oder Phosphorperle und
- die Flammenfärbung getestet.

Der größere Teil wird dann vollständig in Lösung gebracht, denn fast nur aus Lösungen lassen sich die für einzelne Ionen charakteristischen Färbungen und Niederschläge erzeugen. Schwer lösliche Verbindungen werden mit starken Säuren oder Salzschmelzen aufgeschlossen.
Im Trennungsgang werden die gelösten Ionen mit Hilfe von Reagenzien in Gruppen aufgeteilt, innerhalb derer weitere Trennungen vorgenommen werden, um schließlich die isolierten Ionen mit Spezialreagenzien nachzuweisen (Identifizierungsreaktion, Nachweisreaktion).
Diese Gruppen bezeichnet man als Fällungsgruppen. Der Kationentrenngang wird im Chemiestudium in der Reihenfolge von oben nach unten durchführt:
| Gruppenname                  | Reagenz                                                            | abgetrennte Ionen                                    | Vorgehen                                     | Prinzip |
| ---------------------------- | ------------------------------------------------------------------ | ---------------------------------------------------- | -------------------------------------------- | --- |
| - Reduktions-Gruppe          | N2H4                                                               | Pt2+/4+, Pd2+/4+                                     |                                              | einige Edelmetalle werden durch Hydrazin zu Metall reduziert und können anschließend wieder gelöst und identifiziert werden |
| - Salzsäure-Gruppe           | HCl                                                                | Ag+, (Pb2+), (Hg1+)                                  | siehe Salzsäuregruppe                        | Fällung schwerlöslicher Chloride im sauren                                                                                  |
| - Schwefelwasserstoff-Gruppe | H2S in Salz- oder Essigsäurelösung                                 | Cu2+, Sn2+/4+, Cd2+, Hg1+/2+, Pb2+, As3+/5+, Sb3+/5+ | siehe Schwefelwasserstoffgruppe              | Fällung schwerlöslicher Sulfide im sauren                                                                                   |
| - Urotropin-Gruppe           | C6H12N4                                                            | Fe3+, Al3+, Cr3+                                     | siehe Ammoniumsulfidgruppe, Urotropin-Gruppe | Fällung schwerlöslicher Hydroxide dreiwertiger Kationen im alkalischen                                                      |
| - Ammoniumsulfid-Gruppe      | (NH4)2S                                                            | Co2+, Ni2+, Zn2+, Mn2+                               | siehe Ammoniumsulfidgruppe                   | Fällung weiterer schwerlöslicher Sulfide, nun im alkalischen                                                                |
| - Ammoniumcarbonat-Gruppe    | (NH4)2CO3                                                          | Ba2+, Sr2+, Ca2+                                     | siehe Ammoniumcarbonatgruppe                 | Fällung schwerlöslicher Carbonate im alkalischen                                                                            |
| - lösliche-Gruppe            | direkt, weil viele Ionen durch die bisherigen Fällungen abgetrennt | Na+, NH4+, K+, Mg2+, Li+                             | siehe Nachweisreaktionen, Lösliche Gruppe    | |

### Organische Chemie
In den vergangenen Jahrhunderten haben sich zahlreiche Menschen mit Einzelaspekten der qualitativen organischen Analyse beschäftigt. Auf diese Weise wurden Spezialreagenzien zum Nachweis verschiedener bedeutender funktioneller Gruppen entwickelt, z. B. Fehlingsche Lösung, Lucas-Probe u. v. a. Die ersten umfassenden Trennungs- und Analysengänge für die qualitative organische Analyse wurden im 20. Jahrhundert verfasst. Das Schema eines solchen Analysenganges sieht wie folgt aus:
- Trennung des unbekannten Analysengemisches durch Säulenchromatographie, Destillation oder Fällung bzw. Extraktion (Ether-Trennungsgang)[1][2]
- Bestimmung der physikalischen Eigenschaften der einzelnen Substanzen, also Aggregatzustand, Farbe, Geruch, Siede-/Schmelzpunkt, Brechungsindex, pH-Wert der Reinsubstanz und in wässriger Lösung. Unter Zuhilfenahme bestimmter Literatur oder Software, z. B. Beilstein, kann dann die Auswahl der möglichen Stoffe hier schon stark eingegrenzt werden.
- Elementaranalyse durch Natrium-Aufschluss ermöglicht den Nachweis von Stickstoff (Lassaigne-Probe), Schwefel (Bleisulfid-Fällung) und Halogenen (Fällung mit Silbernitrat) in der ursprünglichen Substanz.
- Nachweis funktioneller Gruppen, z. B. Alkohol oder Amin, durch charakteristische Reaktionen
- Eindeutige Identifizierung durch Herstellung eines charakteristischen Derivates

## Unterdrückung von Nebenreaktionen
Oft wird bei Nachweisreaktion neben dem Nachweismittel ein zusätzliches Reagenz zugegeben, welches in der Probe Stoffe beseitigt, die die Nachweisreaktion stören. Kontinuierlich erschienen in Fehlerquellenbeschreibungen in der Fachliteratur. Die Unterdrückung von Nebenreaktionen (Entstörung) kann in vielfältiger Weise geschehen. Die wichtigsten Methoden sind:

### Oxidation (Redoxreaktion)
Wenn z. B. eine Vorprobe auf Acetat durchgeführt wird, um die Anwesenheit von Acetationen in einer unbekannten Probe zu beweisen, dann verreibt man diese Substanz in einem Mörser mit Kaliumhydrogensulfat. Dieser Stoff reagiert mit Acetationen zu Essigsäure, die sich durch ihren Geruch verrät:
{\displaystyle {\ce {CH3COO^- + HSO4- -> CH3COOH + SO4^{2}-}}}
Acetat wird durch Hydrogensulfat protoniert. Es entsteht Essigsäure und Sulfat.
Diese Reaktion wird gestört, wenn eine Probe zusätzlich Sulfidionen aufweist: In diesem Fall entsteht aus Sulfid und Hydrogensulfat das nach faulen Eiern riechende Giftgas Schwefelwasserstoff: Eine Geruchsprobe sollte in diesem Fall natürlich unterbleiben. Zur Beseitigung der Störung gibt man zusätzlich etwas Wasserstoffperoxid hinzu: Es oxidiert das störende Sulfid zum geruchlosen Sulfat.

### Fällungsmittel (Fällungsreaktion)

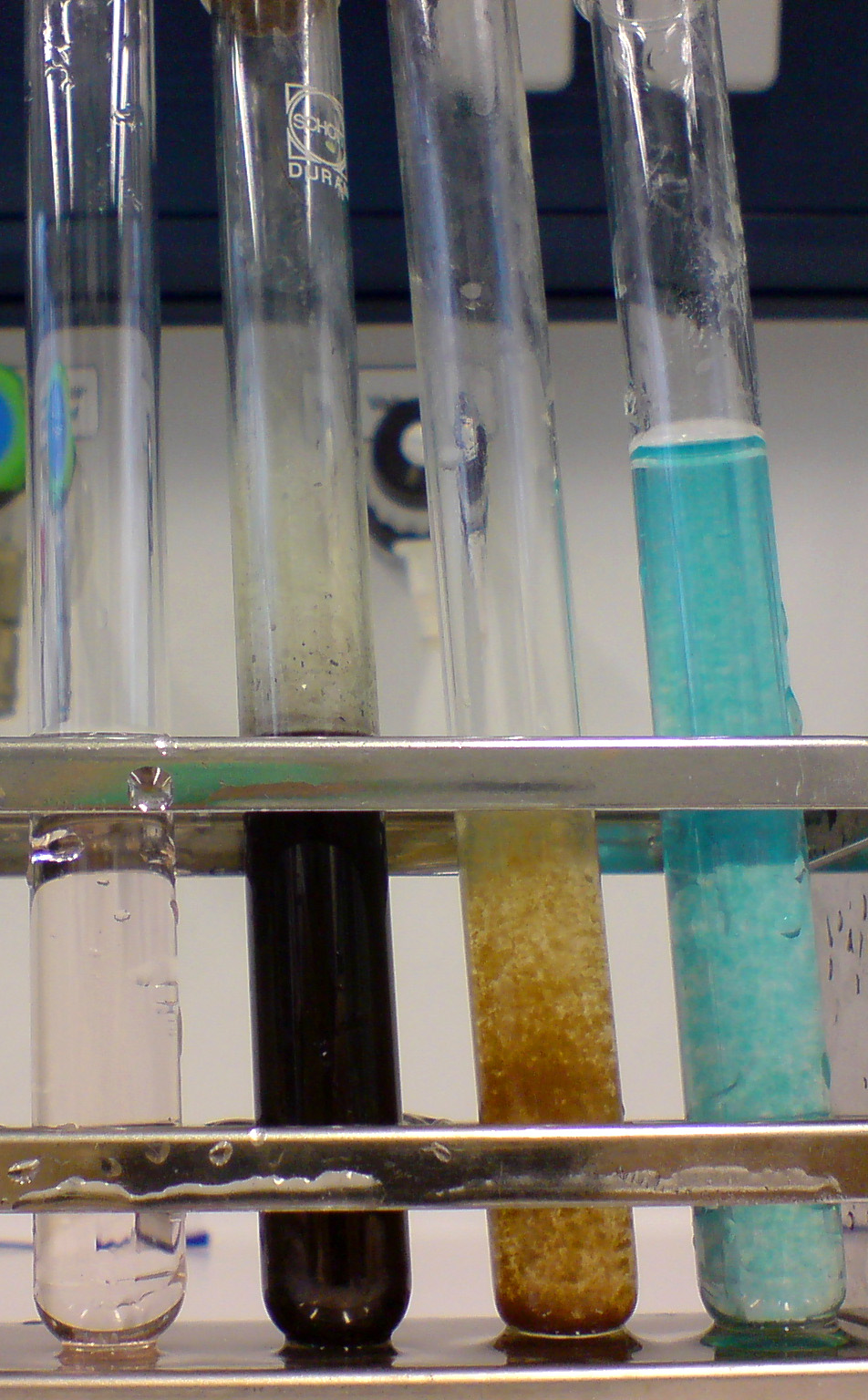
CoNO_{3} (schwach pink), CoS (schwarz), Co(OH)_{2} (rotbraun), Cobaltcarbonate (blau)

Viele Schwermetallionen stören Nachweise für Anionen, indem sie mit dem Nachweismittel Farbreaktionen eingehen. Zur Entstörung wird eine Salzprobe daher mit Soda (Natriumcarbonat) und Wasser aufgekocht und filtriert. Sodalösung ist basisch, da Wasser mit Carbonat reagiert:
{\displaystyle {\ce {CO3^{2}- + H2O <=> HCO3- + OH-}}}
Dissoziationsgleichgewicht des Carbonations in Wasser (Säure-Base-Reaktion)
Das Filtrat (Sodaauszug) enthält daher Carbonat- und Hydroxidionen.
Störende Schwermetallionen bilden in dieser Lösung Niederschläge (Carbonate und Hydroxide).
Das Filtrat wird als Sodaauszug bezeichnet und enthält die Anionen als Natriumsalze. Diese können nun störungsfrei nachgewiesen werden.
Auch im Kationentrenngang wird mit Fällungsmitteln gearbeitet, um störende Kationen voneinander zu trennen – in erster Linie mit Schwefelwasserstoff, welcher Sulfide ausfällt (vgl. Abbildung und siehe unter Salzsäuregruppe, Schwefelwasserstoffgruppe, Ammoniumsulfidgruppe, Ammoniumcarbonatgruppe).

### Verdrängung (Säure-Base-Reaktion)

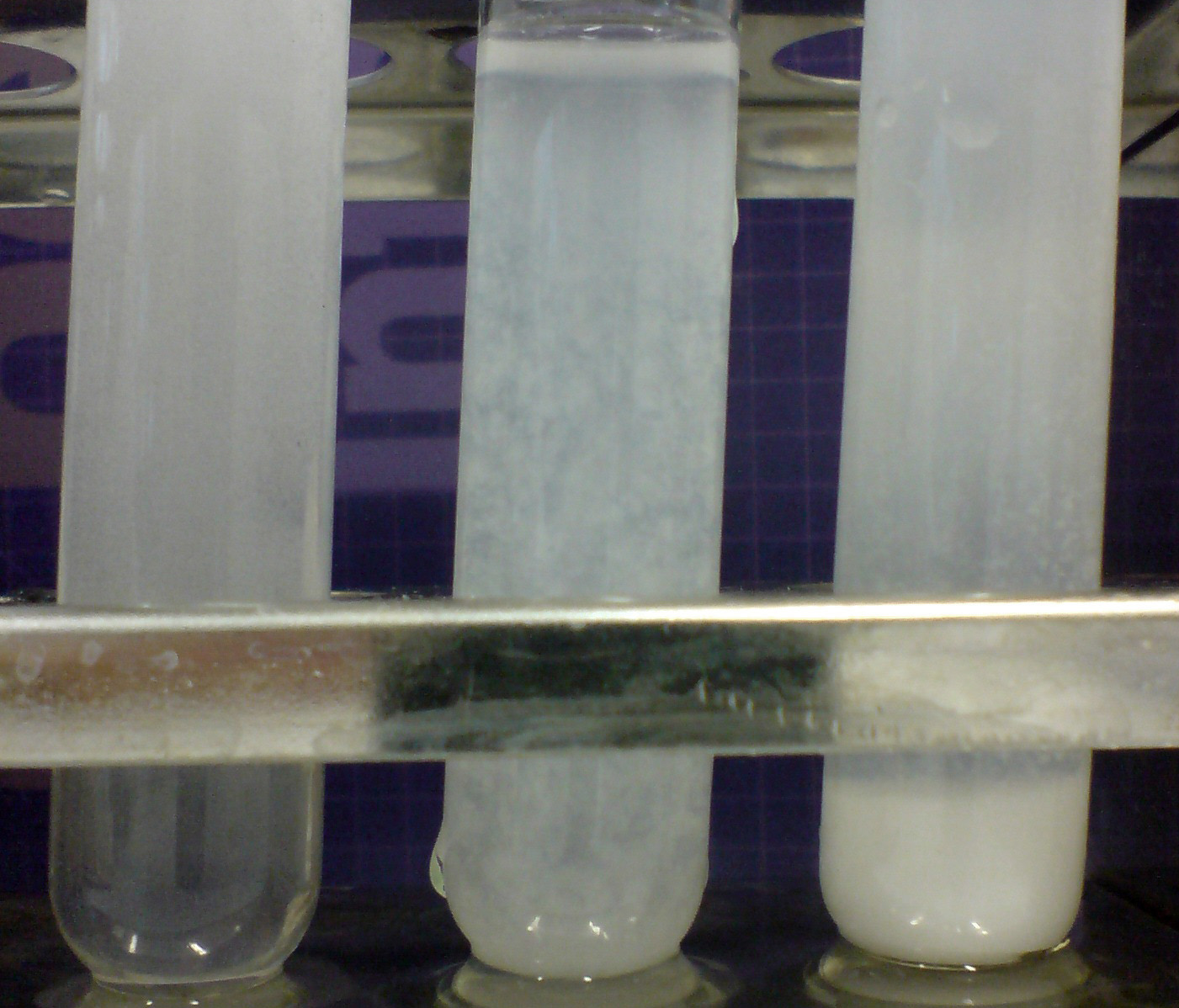
1. Bariumhydroxid, 2. Bariumcarbonat, 3. Bariumsulfat

Starke Säuren verdrängen schwache Säuren aus ihren Salzen (s. o.). Wenn man Nachweise für Anionen wie z. B. Sulfat durchführt, setzt man hierzu einen Sodaauszug von der Probe ein. Dieser enthält jedoch vom Soda her Carbonat-Ionen (s. o.). Carbonat reagiert wie Sulfat mit dem Nachweismittel Bariumchloridlösung zu einem weißen Niederschlag (es entsteht Bariumcarbonat, weiß, welches einen positiven Sulfatnachweis vortäuscht, denn bei diesem entsteht Bariumsulfat, Malerweiß):
{\displaystyle {\ce {SO4^{2}- + BaCl2 -> BaSO4 v + 2Cl-}}}
Zum Sulfat-Nachweis wird Salzsäure zugegeben: Sie verdrängt das Carbonat-Ion durch Bildung von Kohlensäure (Kohlendioxid und Wasser; Säure-Base-Reaktion):
{\displaystyle {\ce {CO3^{2}- + 2HCl -> CO2 ^ + 2Cl- + H2O}}}
Wenn im salzsauren Sodaauszug der Probelösung noch immer ein weißer Niederschlag bei Bariumchloridzugabe auftritt, so muss dieser vom (Barium-)Sulfat her kommen (Fällungsreaktion).

### Maskierung (Komplexbildungsreaktion)

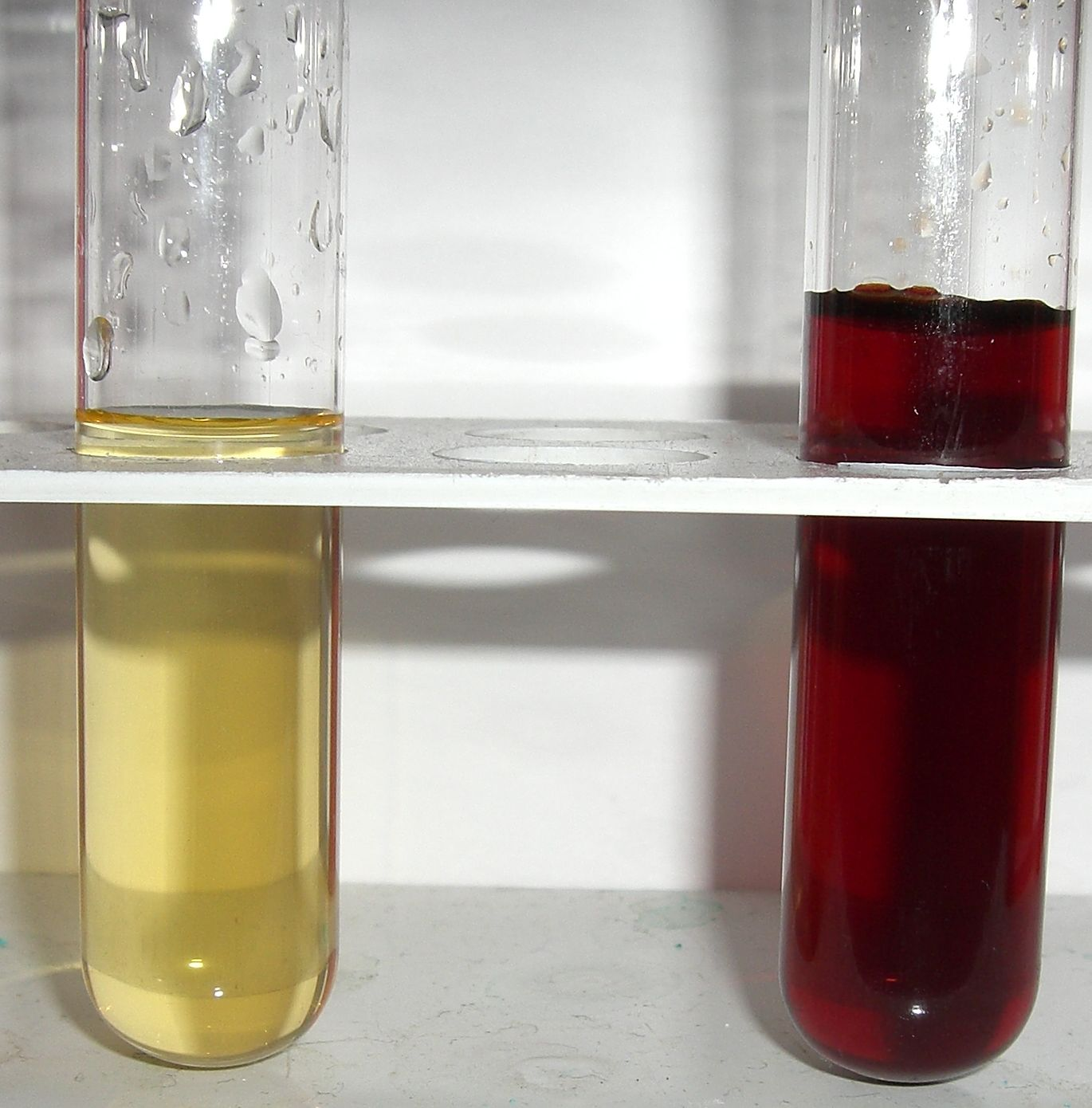
Eisen(III)-Lösung und Eisen(III)-thiocyanat

Eine andere Methode ist es, das störende Ion zu „maskieren“. Wenn eine Probe z. B. Kobalt-Ionen enthält, dann lassen sich diese mit dem Nachweismittel Ammoniumthiocyanat und Pentanol (Amylalkohol) nachweisen: Beim Schütteln der Reaktionsmischung entsteht ein in Pentanol blau löslicher Kobalt-Thiocyanat-Komplex (vgl. unter Nachweise für Kationen):
{\displaystyle {\ce {Co^{2}+ + SCN- + 5H2O -> [Co(H2O)5(SCN)]+}}}
Cobalt-Kationen reagieren im wässrigen Milieu bei Zugabe von Thiocyanat-Ionen zum pinken Pentaaquathiocyanatocobalt(II)-Komplex, der sich mit blauer Farbe in Pentanol löst.
Enthält die Probe jedoch zusätzlich Eisensalze, so überdeckt der bei dieser Nachweisreaktion entstehende, tiefrote Eisen-Thiocyanat-Komplex die blaue Farbe – Eisen stört den Nachweis (Komplexbildungsreaktion):
{\displaystyle {\ce {Fe^{3}+ + SCN- + 5H2O -> [Fe(SCN)(H_2O)5]^{2}+}}}
Eisen(III)-Ionen und Thiocyanat-Ionen reagieren in einem wässrigen Milieu zum blutroten Pentaaquathiocyanatoferrat(III)-Komplex.
Zur Maskierung gibt man beim Nachweis festes Natriumfluorid hinzu: Es reagiert zu einem farblosen, reaktionsunfähigen Hexafluoroferrat-Komplex – das Eisen wurde „maskiert“.

## Moderne
Heutzutage sind qualitative Schnellanalysen mit spezifisch empfindlichen Reagenzien üblich. Auch hat die Instrumentelle Analytik wesentlich mehr Gewicht, selbst für sehr einfache qualitative Fragestellungen. Schwierigere Fragestellungen etwa aus der organischen oder der Biochemie werden meist durch Chromatographie und spektroskopische Methoden gelöst.
Dennoch widmen sich die ersten Semester des Chemiestudiums intensiv dem Kationentrenngang und seinen Nachweisreaktionen, weil er wichtige Stoffkenntnisse vermittelt. Gleiches gilt auch in der Laborantenausbildung. 